# Fontaines protégées aux monuments historiques en Centre-Val de Loire
Cet article dresse la liste des fontaines protégées au titre des monuments historiques dans la région de Centre-Val de Loire.
| Nom                               | Commune                 | Département    | identifiant Mérimée | Statut                      | date de protection | coordonnées géographiques   | image |
| --------------------------------- | ----------------------- | -------------- | ------------------- | --------------------------- | ------------------ | --------------------------- | ----- |
| fontaine gallo-romaine de Bourges | Bourges                 | Cher           | PA00096677          | monument historique classé  | 1989-12-08         | 47° 04′ 53″ N, 2° 23′ 42″ E |       |
| fontaine Bourdaloue               | Bourges                 | Cher           | PA00096675          | monument historique inscrit | 1975-10-29         | 47° 04′ 54″ N, 2° 23′ 44″ E |       |
| fontaine de Fer                   | Bourges                 | Cher           | PA00096676          | monument historique inscrit | 1971-10-27         | 47° 05′ 31″ N, 2° 24′ 05″ E |       |
| fontaine Saint-Nicolas de Blois   | Blois                   | Loir-et-Cher   | PA00098348          | monument historique inscrit | 1946-12-27         | 47° 35′ 02″ N, 1° 19′ 51″ E |       |
| fontaine Louis XII                | Blois                   | Loir-et-Cher   | PA00098347          | monument historique classé  | 1840               | 47° 35′ 09″ N, 1° 20′ 02″ E |       |
| fontaine Saint-Cellerin           | Montrichard-Val-de-Cher | Loir-et-Cher   | PA00098515          | monument historique inscrit | 1946-12-02         | 47° 20′ 35″ N, 1° 11′ 07″ E |       |
| fontaine de Beaune-Semblançay     | Tours                   | Indre-et-Loire | PA00098160          | monument historique classé  | 1886-07-12         | 47° 23′ 42″ N, 0° 41′ 15″ E |       |
| La Source humaine                 | Orléans                 | Loiret         | PA45000050          | monument historique inscrit | 2017-11-20         | 47° 54′ 29″ N, 1° 54′ 43″ E |       |
| fontaine de Max Ernst             | Amboise                 | Indre-et-Loire | PA00097513          | monument historique inscrit | 1987-07-09         | 47° 24′ 45″ N, 0° 58′ 50″ E |       |